# ファゼカシュ・ラースロー
ファゼカシュ・ラースロー（Fazekas László、1947年10月15日 -）は、ハンガリーの元サッカー選手、サッカー指導者。ポジションはFW。

## 経歴
ファゼカシュはウーイペシュトFCで選手生活の大半を過ごし、リーグ通算408試合出場252得点を記録した。また、ハンガリーリーグでは1975-76シーズンに19得点、1977-78シーズンに24得点、1979-80シーズンに36得点をあげて得点王となり、1979-80シーズンにはヨーロッパ・シルヴァーシューを受賞した。
晩年は国外へ活躍の場を求め、1980年にベルギーのロイヤル・アントワープFCへ移籍すると4シーズンの間にリーグ戦105試合に出場し34得点を記録。1984年からシント＝トロイデンVVでプレーを続け、1985年に現役を引退した。
ハンガリー代表としては、1968年5月24日に行われたUEFA欧州選手権1968予選のソビエト連邦代表戦で代表デビューを飾った。同年10月に行われたメキシコシティオリンピックの代表メンバーに選出されると全6試合に出場し、グループリーグのエルサルバドル代表戦で1得点を挙げる活躍で同国の金メダル獲得に貢献した。
ワールドカップでは1978年のFIFAワールドカップ・アルゼンチン大会と1982年のFIFAワールドカップ・スペイン大会の2大会に出場したが、いずれも1次リーグ敗退という結果に終わった。スペイン大会では1次リーグ初戦のエルサルバドル代表戦で2得点を決め10-1の勝利に貢献。最終戦のベルギー代表戦では2次リーグ進出の可能性が残されていたものの、相手キーパーのジャン＝マリー・プファフから受けた反則を審判が見逃したことなどもあって、1-1の引き分けに終わり2次リーグ進出を逃した。その後、1983年3月27日に行われたUEFA欧州選手権1984予選のルクセンブルク代表戦を最後に代表から退くまで国際Aマッチ92試合に出場し24得点を記録した。
引退後は指導者の道へ進み、SCエーンドラフト・アールストや古巣のロイヤル・アントワープFCなどのベルギーのクラブで監督を務めた。また、1994年から1995年にかけてハンガリー代表監督のメーセイ・カールマーンの下でコーチを務めた。

## 個人成績

### 代表での成績
出典
| ハンガリー代表 | 国際Aマッチ | 国際Aマッチ |
| 年             | 出場        | 得点        |
| -------------- | ----------- | ----------- |
| 1968           | 1           | 0           |
| 1969           | 6           | 1           |
| 1970           | 7           | 5           |
| 1971           | 9           | 0           |
| 1972           | 4           | 0           |
| 1973           | 4           | 2           |
| 1974           | 8           | 4           |
| 1975           | 7           | 1           |
| 1976           | 9           | 3           |
| 1977           | 14          | 2           |
| 1978           | 3           | 0           |
| 1979           | 3           | 0           |
| 1980           | 2           | 1           |
| 1981           | 9           | 3           |
| 1982           | 5           | 2           |
| 1983           | 1           | 0           |
| 合計           | 92          | 24          |

## タイトル

### クラブ
ウーイペシュト
- ネムゼティ・バイノクシャーグI (9): 1969, 1970春, 1970-71, 1971-72, 1972-73, 1973-74, 1974-75, 1977-78, 1978-79
- マジャル・クパ (3): 1968-69, 1969-70, 1974-75

### 代表
- オリンピックのサッカー競技 (1): 1968

### 個人
- ネムゼティ・バイノクシャーグI得点王 (3): 1975-76, 1977-78, 1979-80
- ヨーロッパ・シルヴァーシュー (1): 1979-80